# Алма-Ата (Татарстан)
Алма-Ата́ — деревня в Ютазинском районе  Республики Татарстан Российской Федерации. Входит в состав муниципального образования Ютазинское сельское поселение.

## География
Деревня расположена близ железнодорожной линии Ульяновск — Уфа, в 24 километрах к западу от посёлка городского типа Уруссу. 

## История
Деревня основана между 1923—1925 годами. Входила в состав Бугульминского кантона ТАССР. С 10 августа 1930 года в Бугульминском, с 10 февраля 1935 года в Ютазинском, с 1 февраля 1963 года в Бугульминском, с 12 января 1965 года в Бавлинском, с 6 апреля 1991 года в Ютазинском районах.

## Население
| 1926 | 1938 | 1949 | 1958 | 1970 | 1979 | 1989 | 2000 | 2010 |
| ---- | ---- | ---- | ---- | ---- | ---- | ---- | ---- | ---- |
| 229  | 262  | 211  | 155  | 201  | 111  | 76   | 90   | 86   |

## Экономика
Полеводство, молочное скотоводство .

## Социальная инфраструктура
Начальная школа, клуб.